# Новая Центавра 2013
Новая Центавра 2013, PNV J13544700-5909080, (Nova Cen 2013, V1369 Cen) — яркая новая звезда, открытая в созвездии Центавра австралийцем Джоном Сичем (англ. John Seach) 2 декабря 2013 года при помощи телескопа DSLR с объективом 50 mm f/1.0. На момент открытия достигала звёздной величины +5,5m. В последующие дни её яркость увеличивалась, она постепенно достигла величины +3,3m.
28 декабря Роль Вал Олсен (Rolf Wahl Olsen), живущий в Новой Зеландии, сделал фото Nova Cen 2013, где она розового цвета. 

Мне удалось сделать снимок Новой Центавра (Nova Centauri 2013) в хорошем приближении своим новым телескопом 12.5″, f/4.
Интересно, что до сих пор я видел только широкоугольные снимки этой новой, и ни на одном из них нельзя заметить, какого она необычного розового цвета.
Новая кажется розовой потому, что мы уже видим свет из расширяющейся оболочки ионизированного водорода, который испускает свет как в красной, так и в синей части светового спектра. Эти эмиссии и придают новой этот розовый цвет.
— Роль Вал Олсен